# Stezka nad vinohrady
Stezka nad vinohrady či také kobylská stezka nad vinohrady je rozhledna východně od obce Kobylí ve výšce 334 m n. m. na kopci Kobylí vrch, který místní nazývají Homole. Vede k ní naučná stezka Kobylí. Byla navržena místním rodákem Jiřím Vojtěškem a Jakubem Rolečkem z brněnského ateliéru Keeo4design. Stavbu prováděla firma Teplotechna Ostrava od července do října 2018 s náklady 2,5 miliony korun, které uhradila obec. Rozhledna byla pro veřejnost otevřena 27. října 2018 a je volně přístupná.

## Popis
Rozhledna má tvar spirály o délce 65 metrů, která se na 19 ocelových pilířích zvolna zvedá do výšky 7,6 metru. Bylo na ni spotřebováno 11 tun oceli. Nemá jediný schod a na vrchol po nakloněné rovině mohou přijet i lidé na invalidním vozíku. Tvar spirály místo klasické věže byl zvolen i proto, aby nenarušoval panorama krajiny. Kruhová rampa má výseč 334°, což odkazuje na nadmořskou výšku Kobylího vrchu. Poskytuje kruhový výhled. Podle architekta Vojtěška kruh představuje životní cyklus přírody a symbolicky odkazuje na růst obce Kobylí. Nejvyšší bod rozhledny je zakončen skleněnou stěnou. V bezprostředním okolí jsou vysázeny vinice. Během výstupu na vrchol jsou umístěny popisky se šipkami, které ukazují na místa v okolí, informují o dřívějších a budoucích událostech obce a také pokládají filozofické otázky návštěvníkům.
Některé nápisy na podlaze při výstupu na vrchol:
- 37 km / Hády, Brno
- 1465 / První zmínka o "Kobylském jezeře" – 10 km², hloubka 10 metrů
- 23,5 km / Akátová věž Výhon, Židlochovice
- 1545 / Příchod novokřtěnců – habánská komunita
- 4,5 km / Rozhledna Kraví hora, Bořetice
- 20 km / Děvín, Pálava (550 m n. m.)
- 1637 / Hrabě Žampach z důvodu zisku vypustil Kobylské jezero
- 6 km / Rozhledna Slunečná, Velké Pavlovice
- 1670 / Obnovení kostela sv. Jiří farářem Adanktem
- 1,3 km / Kostel sv. Jiljí, Vrbice
- 150 km / Schneeberg, Alpy (2 076 m n. m.)
- 14,5 km / Minaret, Lednicko-valtický areál
- 1771 / Velký hladomor
- 1820 / Zhotoveny katastrální mapy
- 6,5 km / Větrný mlýn, Starý Poddvorov
- 1872 / První šicí stroj v Kobylí
- 1877 / Silnice od Pavlovic přes Kobylí až k Terezínu
- 1890 / Vozy s řepou uvízly ve sněhu mezi Kobylím a Bořeticemi
- 1908 / Zřízen obecní vodovod
- 1927 / Přiveden elektrický proud
- 57 km / Velká Javořina, Bílé Karpaty (970 m n. m.)
- 8,5 km / Rozhledna Vyšicko, Mutěnice
- 1993 / Byla provedena plynofikace obce
- 2018 / Stezka nad vinohrady – Kobylí vrch 334

### Výhled
Z rozhledny jsou vidět pohoří Chřiby (severovýchodně), Bílé Karpaty (východně), Malé Karpaty (jihovýchodně), Lednicko-valtický areál (jihozápadně) a za dobré viditelnosti rakouské Alpy. Jihozápadní směr poskytuje výhled na 1,3 km vzdálený kostel svatého Jiljí v sousední obci Vrbici (azimut 213°) a nad Novomlýnskými nádržemi kopec Děvín v Pavlovských vrších s výškou 550 m n. m. a vzdálený 20 km (azimut 251°).

## Galerie

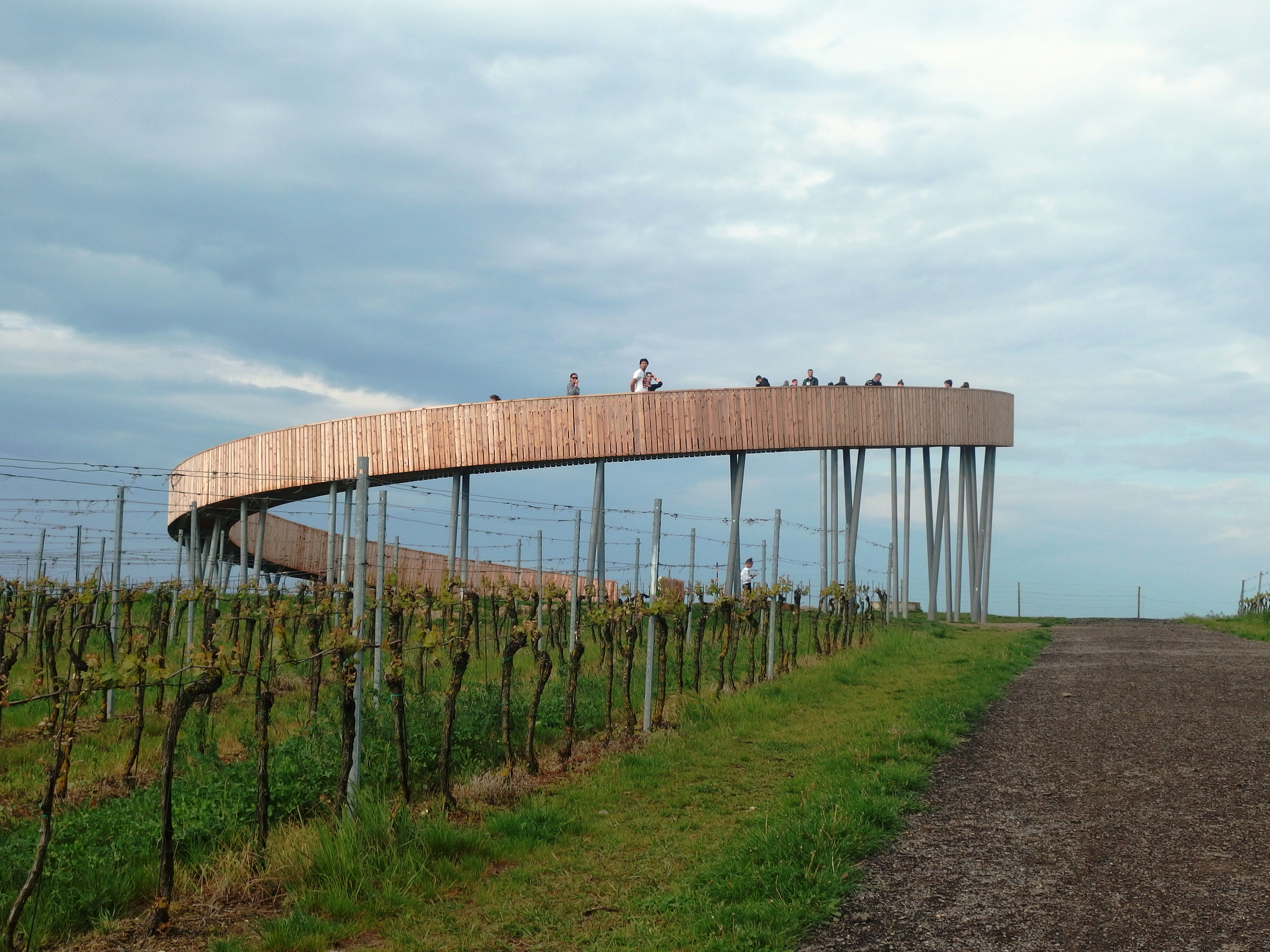
Rozhledna v květnu 2019
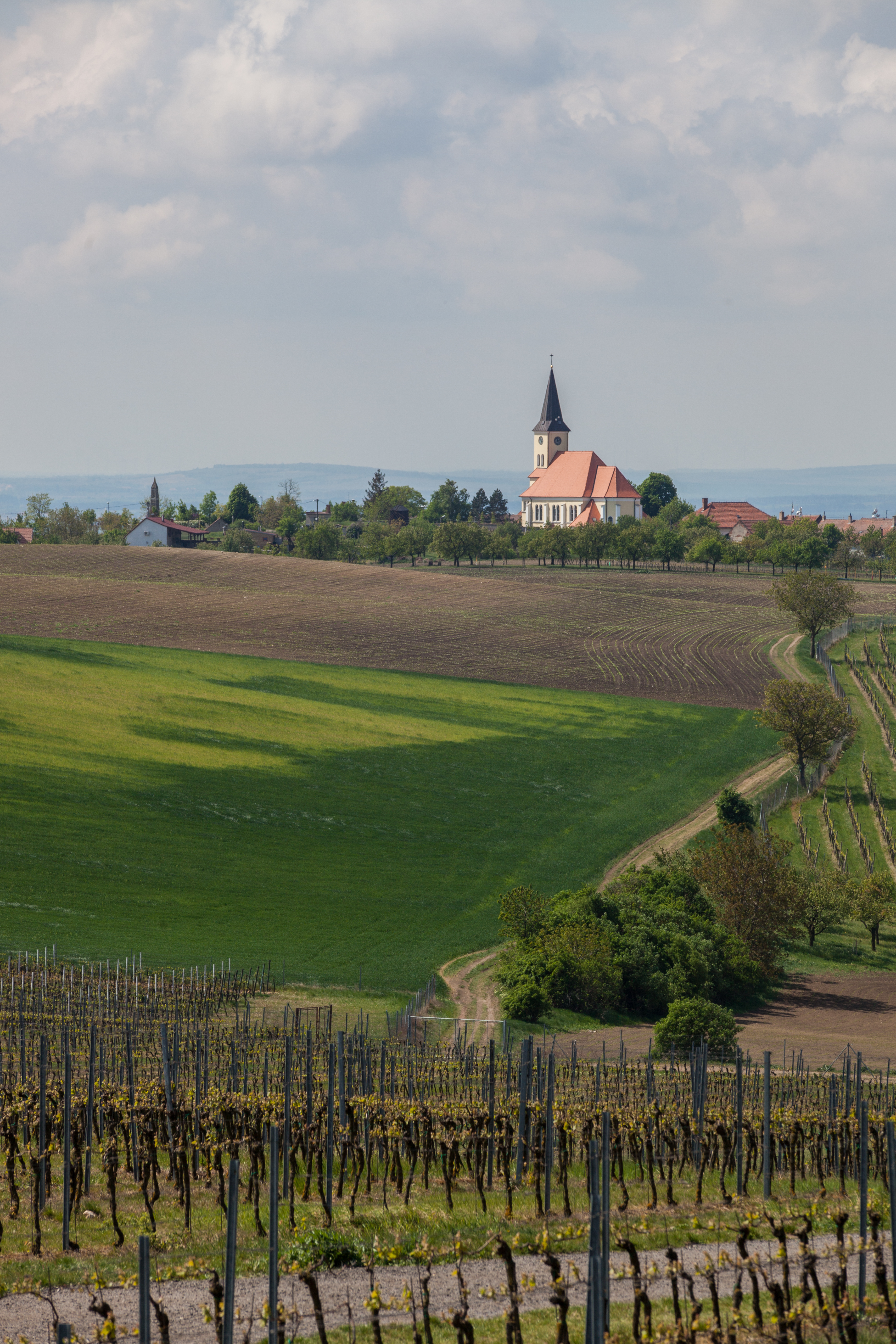
Pohled z rozhledny na jihozápad na obec Vrbice